# Discovery-Gletscher
Der Discovery-Gletscher ist ein breiter und 15 km langer Gletscher an der Scott-Küste des ostantarktischen Viktorialands. Er fließt zwischen dem Mount Discovery und dem Mount Morning in nördlicher Richtung in die Ostflanke des Koettlitz-Gletschers.
Das Advisory Committee on Antarctic Names benannte ihn 1999 in Anlehnung an die Benennung des Mount Discovery. Dessen Namensgeber ist die RRS Discovery, Forschungsschiff der britischen Discovery-Expedition (1901–1904).